# Монгайт Олександр Львович
Олександр Львович Монгайт (23 квітня (6) травня 1915, Миколаїв, Російська імперія — 15 лютого 1974, Москва, СРСР) — радянський археолог. Автор фундаментальних праць з археології Європи та СРСР.

## Біографія
Народився 23 квітня (6 травня) 1915 року в Миколаєві. Закінчив історичний факультет Московського державного університету. Захистив кандидатську дисертацію на тему «Стара Рязань». Після чого до кінця життя працював в Інституті археології АН СРСР. Займався Старої Рязанню і середньовічним Великим Рязанським князівством. Керував експедиціями інституту на Старорязанське городище в 1946—1950 рр. і 1966—1974 рр.
На початку 1960-х рр. проти Монгайта була організована кампанія Борисом Рибаковим, Проте багато археологів виступили на підтримку Монгайта.
Монгайт був одним з активних прихильників гіпотези про те, що Тмутараканський камінь є фальсифікацією (в даний час відкинута більшістю дослідників).
Підручники Монгайта з археології Західної Європи з 1970-х рр. і дотепер використовуються ВиШами Росії, як посібник з основ археології.

У книзі Монгайта «Археологія в СРСР» (М., 1955) є унікальні фотознімки рідкісних і маловідомих археологічних пам'яток, зокрема, фрагменти фресок Новгородського Софійського собору з зображенням князя Володимира Ярославича (пом. 1052) і його синів, виявлені при розкопках Мартір'ївської паперті Новгородського Софіївського храму в 1948 році. Фрески більше ніде не публікувалися. Посилання в книзі Монгайта «Археологія в СРСР» на діяча української націоналістичної еміграції і радянського вченого після повернення до СРСР Віктора Петрова, призвело до його викриття та арешту.

## Наукові праці

### Монографії
- Муром. — М.: Изд-во Академии архитектуры СССР, 1947. — 34 с. + 28 л. вкл. — (Сокровища русского зодчества).
- Старая Рязань. 1955.
- Археология в СССР. — М., 1955.
- В поисках исчезнувших цивилизаций. — М.: Изд-во АН СССР, 1959 (2-е изд. 1966; соавтор — Амальрик А. С.).
- Рязанская земля. — М., 1961.
- Археология и современность. — М., 1963.
- Что такое археология. — М.: Просвещение, 1966 (3 изд., в соавт. с А. С. Амальриком).
- Художественные сокровища Старой Рязани. — М., 1967.
- Археология Западной Европы. Каменный век. [Архівовано 17 лютого 2006 у Wayback Machine.] — М., Наука, 1973.
- Археология Западной Европы. Бронзовый и железный век. [Архівовано 26 серпня 2016 у Wayback Machine.] — М., Наука, 1974. — 408 с., ил. — 3.400 экз.
- История первобытного общества. 3-е изд. М., 1982 (совм. с А. И. Першицем и В. П. Алексеевым).

### Енциклопедії
- Большая советская энциклопедия: [в 30 т.] / гл. ред. А. М. Прохоров. — 3-е изд. — М. : Советская энциклопедия, 1969—1978. (рос.)
- Большая советская энциклопедия: [в 30 т.] / гл. ред. А. М. Прохоров. — 3-е изд. — М. : Советская энциклопедия, 1969—1978. (рос.)
- Большая советская энциклопедия: [в 30 т.] / гл. ред. А. М. Прохоров. — 3-е изд. — М. : Советская энциклопедия, 1969—1978. (рос.)
- Монгайт А. Л. Бронзовый век. // Малая советская энциклопедия. 1958. № 1. С. 1229—1233.
- Монгайт А. Л. Археология. // Советская историческая энциклопедия. 1961. Т. 1. С. 824—842.
- Монгайт А. Л. Железный век. // Советская историческая энциклопедия. 1964. Т. 5. С. 530—534.

### Статті
російською мовою
- Монгайт А. Л. Раскопки 1938 г. на Ярославовом дворище в Новгороде. // Историк-марксист. 1938. № 6. С. 192—195.
- Монгайт А. Л. Русская артиллерия в XIV—XVI веках. // Вторая научная студенческая конференция МГУ. М., 1940. С. 26—27.
- Монгайт А. Л. Русская артиллерия в XIV—XVI вв. // Военно-исторический журнал. 1940. № 7. С. 62—76.
- Монгайт А. Л. Культ Разума и культ Верховного существа // Антирелигиозник. — 1941. — № 2. — С. 30—37.
- Монгайт А. Л. Старая Рязань // Вопросы истории. 1947. № 4. С. 88—98.
- Монгайт А. Л. Салтыковские курганы. // Материалы и исследования по археологии Москвы, т. 1 (МИА, 7). 1947. С. 82—87.
- Монгайт А. Л. Рязанские гирьки. // Краткие сообщения Института истории материальной культуры, XIV. 1947. С. 61—69.
- Монгайт А. Л. К вопросу о трёх центрах древней Руси. // Краткие сообщения Института истории материальной культуры, XVI. 1947. С. 103—112.
- Монгайт А. Л. Древнерусские деревянные укрепления по раскопкам в Старой Рязани. // Краткие сообщения Института истории материальной культуры, XVII. 1947. С.28—37.
- Монгайт А. Л. Рязанская скульптура. // Краткие сообщения Института истории материальной культуры, XVIII. 1947. С. 61—65.
- Монгайт А. Л. Об археологических работах в Софийском соборе Новгорода Великого. // Краткие сообщения Института истории материальной культуры, XXI, с. 135—136.
- Монгайт А. Л. Раскопки в Старой Рязани. // Краткие сообщения Института истории материальной культуры. 1947. С. 118—124.
- Монгайт А. Л. Софийский собор в Новгороде в связи с новейшими исследованиями. // Архитектура СССР. 1947. № 16. С. 34—39.
- Монгайт А. Л. Отчёт об археологических раскопках у трапезной Симонова монастыря. // Сообщения Института истории и теории архитектуры. , 1947. № 6. С. 33—38.
- Монгайт А. Л. Археологическое раскопки 1945 года в Софийском соборе в Новгороде. // Сообщения Института истории и теории архитектуры. 1947. № 7. С. 42—50.
- Монгайт А. Л. Рязанские гирьки. // Рефераты научно-исследовательских работ за 1945 год. М.—Л., 1947. С. 93.
- Монгайт А. Л. Старая Рязань. // Рефераты научно-исследовательских работ за 1945 год. М.—Л., 1947. С. 91.
- Монгайт А. Л. Золотоордынская чаша из Новгорода Великого. // Краткие сообщения Института истории материальной культуры. 1948. С. 70—73.
- Монгайт А. Л. Московские изразцы (по находкам на строительстве метрополитена I и II очереди)..— Сообщения Ин-та истории и теории архитектуры. 1948. № 9. С. 67—79.
- Монгайт А. Л. Обзор полевых археологических исследований ИИМК в 1947 г. // Вестник древней истории. 1948. № 2 (24). С. 151—160.
- Монгайт А. Л. Обсуждение книги П. Н. Третьякова «Восточнославянские племена» (на заседании ученого совета ИИМК АН СССР 20 мая 1948 г.). // Вопросы истории. 1948. № 9. С. 137—141.
- Монгайт А. Л. В Институте истории материальной культуры имени Н. Я. Марра. // Вестник АН СССР. 1948. № 6. С. 113—114 [без подписи].
- Монгайт А. Л. Археологические исследования Старой Рязани в 1948 году. // Известия АН СССР; Серия ист. и филос. 1949. № 5. С. 454—463.
- Монгайт А. Л. Раскопки в Мартирьевской паперти Софийского собора в Новгороде. // Краткие сообщения Института истории материальной культуры, XXIV. 1949. С. 92-104.
- Монгайт А. Л. Каменная стена «окольного города» Новгорода Великого. // Краткие сообщения Института истории материальной культуры, XXVII. 1949. С. 123—127.
- Монгайт А. Л. Американская археология на службе империализма [рец. на статью: Walter W., Taylor. A Study of Archaeology (в журнале American Anthropologist, 50, 3, 2, 1948)]. // Вопросы истории. 1949. № 5. С. 97—104.
- Монгайт А. Л. Новое о древнерусских городах [рец. на кн.: Материалы и исследования по археологии древнерусских городов, т. 1 (МИА, 11). М., 1949, 246 с.]. // Вопросы истории. 1949. № 11. С. 149—153.
- Монгайт А. Л. Сессия Отделения истории и философии Академии наук СССР и Пленум ИИМК им. Н. Я. Марра, посвященные итогам полевых археологических исследований за 1948 год. // Вопросы истории. 1949. № 5. С. 152—154.
- Монгайт А. Л., Фёдоров Г. Б. Рец.: А. В. Арциховский. Введение в археологию. Изд. 3-є. М., 1947, 218 с. // Краткие сообщения Института истории материальной культуры, XXVIII. 1949. С. 123—125
- Монгайт А. Л. Рец.: История культуры древней Руси, т. I. М., 1948, 484 с. // Вестник АН СССР. 1949. № 6. С. 142—148.
- Монгайт А. Л. Рец.: С. В. Киселев. Древняя история Южной Сибири (МИА, 9). М., 1949, 362 с. // Вестник АН СССР. 1949. № 10. С. 115—119.
- Монгайт А. Л. Рец.: Б. А. Рыбаков. Ремесло древней Руси. М.—Л., 1948, 791 с. // Вестник древней истории. 1949. № 4(30). С. 181—186.
- Монгайт А. Л., Фёдоров Г. Б. Вопросы истории Великого Новгорода (до включения его в состав Русского централизованного государства). // Вопросы истории. 1950. № 9. С. 105—119
- Монгайт А. Л. Обсуждение трудов И. В. Сталина по вопросам марксизма в языкознании в Институте истории материальной культуры АН СССР. // Вестник древней истории. 1950. № 3(33). С. 202—207.
- Монгайт А. Л. Рец.: Материалы и исследования по археологии Москвы, т. 2. Под ред. А. В. Арциховского (МИА, 12). М.—Л., 1949, 310 с. // Вопросы истории. 1950. № 5. С. 142—145.
- Монгайт А. Л. Раскопки в Старой Рязани. // Краткие сообщения Института истории материальной культуры, XXXVIII. 1951. С. 12—24.
- Монгайт А. Л. Кризис буржуазной археологии. // Краткие сообщения Института истории материальной культуры, XL. 1951. С. 3—15.
- Монгайт А. Л. Археологические исследования Старой Рязани. // Краткие сообщения Института истории материальной культуры, XLI. 1951. С. 54—55.
- Монгайт А. Л. Археологические заметки. // Краткие сообщения Института истории материальной культуры, XLI. 1951. С. 124—137.
- Монгайт А. Л. Археологические исследования Старой Рязани. // Тезисы докладов на сессии Отделения истории и философии и пленуме ИИМК, посвящённых итогам археологических исследований 1946—1950 гг. М., 1951. С. 75—77.
- Монгайт А. Л. Кризис буржуазной археологии. // Тезисы докладов на пленуме ИИМК АН СССР, посвященном вопросам археологии Прибалтики. М., 1951. С. 10.
- Монгайт А. Л. Рец.: История культуры древней Руси. Под общ. ред. Б. Д. Грекова и М. И. Артамонова, т. 2. М.—Л., 1951, 545 с. // Вопросы истории. 1951. № 11. С. 137—142.
- Монгайт А. Л. Рец.: Советская археология, XI—XIV. М., 1949—1950. // Вестник древней истории. 1951. № 3 (37). С. 109—121 [совместно с И. Т. Кругликовой].
- Монгайт А. Л. Рец.: F. Behn. Vor- und Fruhgeschichte Grundlagen. Aufgaben. Methoden. Wiesbaden, 1948. // Вестник древней истории. 1951. 1 (35). С. 192—194.
- Монгайт А. Л. Оборонительные сооружения Новгорода Воликого. // Материалы и исследования по археологии СССР. 1952. № 31, с. 7—132.
- Монгайт А. Л. Топография Старой Рязани. // Краткие сообщения Института истории материальной культуры. 1952. XLIV, с. 104—’115.
- Монгайт А. Л. Вопросы истории Прибалтики периода феодализма (к итогам объединенной сессии Отделения истории и философии АН СССР и Институтов истории Академий наук Прибалтийских республик). // Вестник АН СССР. 1952. № 1. С. 60—67.
- Монгайт А. Л. Итоги полевых археологических исследований 1951 года. // Вестник АН СССР. 1952. № 5. С. 94—103
- Монгайт А. Л. Предисловие. // Г. Чайлд. У истоков европейской цивилизации. М., 1952. С. 3—18.
- Монгайт А. Л. Муромо-Рязанское княжество. // Очерки истории СССР. Период феодализма IX—XV вв., ч. I. М., 1953. С. 406—414.
- Монгайт А. Л. Новгородская феодальная республика. // Очерки истории СССР. Период феодализма IX—XV вв., ч. I. М., 1953. С. 334—357.
- Монгайт А. Л. Раскопки Старой Рязани. // По следам древних культур. Древняя Русь М., 1953. С. 289—320.
- Монгайт А. Л. Задачи советских археологов в свете трудов И. В. Сталина по вопросам языкознания и экономическим проблемам. // Советская археология, 1953. XVII, с. 9—22 [без подписи].
- Монгайт А. Л. Из истории населения бассейна среднего течения Оки в I тыс. н. э. // Советская археология, 1953. XVIII, С. 151—189.
- Монгайт А. Л. Итоги археологических и этнографических экспедиций за 1952 год. // Вестник АН СССР, 1953. № 5. С. 92—100.
- Монгайт А. Л., Черепнин Л. В., Яцунский В. К. Ценный вклад в изучение истории народов СССР. Рец. на кн.: История Латвийской ССР, т. I. С древнейших времен до 1860 года. Рига, 1952. // Вопросы истории. 1953. № 6. С.131—138
- Монгайт А. Л. За высокое качество трудов по местной истории. Рец. на кн.: Материалы по изучению Смоленской области, вып. 1. Смоленск, 1952. // Вопросы истории. 1953. № 4. С. 106—115.
- Монгайт А. Л. Исследование, обогащающее историю народов СССР. Рец. на кн.: А. П. Смирнов. Очерки древней и средневековой истории народов Среднего Поволжья и Прикамья. М., 1952 (МИА, 28). // Вестник АН СССР. 1953. № 2. С. 100—105.
- Монгайт А. Л. Рец.: Hensel W. Slowianszczyzna wczesnosredniowiczna. Zarys kultury materialnej. Poznan, 1952, 378 с. // Вопросы истории. 1953. № 7. С. 166—168.
- Монгайт А. Л. Архитектура Старой Рязани в свете последних археологических раскопок. // Ильин М. Рязань. Историко-архитектурный очерк. М., 1954, с. 7—38.
- Монгайт А. Л. Археологическое исследование территории Украины и его значение для исторической науки. // Вестник древней истории. 1954. № 2. С. 3—8.
- Монгайт А. Л., Бриткин А. С. Книга по истории русской металлургии. Рец. на кн.: Б. А. Колчин. Чёрная металлургия и металлообработка в Древней Руси. М., 1953 (МИА, 32). 259 с. // Вестник АН СССР. 1954. № 5, с. 103—106.
- Монгайт А. Л., Амальрик А. С. Рец.: И. А. Талицкая. Материалы к археологической карте бассейна р. Камы (По данным, собранным М. В. Талицким). // Советская археология, 1954. XIX. С. 336—343
- Монгайт А. Л. Некоторые средневековые археологические памятники Северо-Западного Кавказа. // Советская археология. 1955. XXIII, с. 322—340.
- Монгайт А. Л., Домбровский Е. А. Первые тома «Истории русского искусства». // Вестник АН СССР, 9, с. 116—120
- Монгайт А. Л., Першиц А. И. Некоторые вопросы первобытной истории в советской литературе послевоенных лет. // Вопросы истории. 1955. № 1. С. 135—141
- Монгайт А. Л. Научная сессия, посвящённая итогам археологических и этнографических исследований 1954 г. // Вопросы истории. 1955. № 8. С. 224—226.
- Монгайт А. Л. Об итогах археологических экспедиций 1955 года. // Вопросы истории. 1956. № 8. С. 191—195.
- Монгайт А. Л. Предисловие. // Цалкин В. И. Материалы для истории скотоводства и охоты в Древней Руси (МИА, 51). М., 1956. С. 5—6.
- Монгайт А. Л. Обсуждение вопроса о генезисе феодализма в России и о возникновении древнерусского государства. // Вопросы истории. 1956. № 3. С. 202—205 [без подписи].
- Монгайт А. Л., Боголюбов Н., Тюменев А. Начало большого труда советских историков. Рец. на кн.: Всемирная история, т. I. М., 1955, с. XXIII + 747. // Коммунист. 1956. № 8. С. 102—113
- Монгайт А. Л. Работы советских археологов. // Вестник истории мировой культуры. 1957. № 5. С. 69—91.
- Монгайт А. Л. О задачах журнала «Советская археология». // Советская археология. 1957. № 1. С. 3—6 [без подписи].
- Монгайт А. Л. Низкий приём [О ненаучных и клеветнических высказываниях в книге Miller М. Archaeology in the USSR. New York, 1956]. // Новое время. 1957. № 5. С. 29—30.
- Монгайт А. Л. Рец.: М. Н. Тихомиров. Древнерусские города. 2-е изд. М., 1956, 477 с. // Вопросы истории. 1957. № 1. с. 152—157.
- Монгайт А. Л. Рец.: S. J. de Laet. L'archeologie et ses problemes. Berchem—Bruxelles, 1954. // Советская археология. 1957. № 4. С. 195—198.
- Монгайт А. Л. К вопросу о русско-прибалтийских связях в IX—XIII вв. // Вопросы истории. 1958. № 6. С. 120—128.
- Монгайт А. Л. Рец.: В. Л. Янин. Денежно-весовые системы русского средневековья. Домонгольский период. М., 1956, 207 с. // Вопросы истории. 1958. № 3. С. 183—188.
- Монгайт А. Л. Абу Хамид Ал-Гарнати и его путешествие в русские земли 1150—1153 гг. // История СССР. 1959. № 1. С. 169—181.
- Монгайт А. Л., Колчин Б. А. Археология и методы естественных наук. // Вестник АН СССР. 1959. № 12. С. 32—36.
- Монгайт А. Л. Археология и современность. // Советская археология. 1960. № 4. С. 200—214.
- Монгайт А. Л., Колчин Б. А. Применение естественнонаучных методов в археологии. // Вопросы истории. 1960. № 3. С. 75—87.
- Монгайт А. Л. Работы Среднерусской экспедиции в 1957 г. Рязанский отряд. // Краткие сообщения Института истории материальной культуры. № 79. С. 91.
- Монгайт А. Л. Археология и религия. // Советская археология. 1962. № 2. С. 3—9.
- Монгайт А. Л. Рязанская иконка Георгия и Димитрия. // Историко-археологический сборник. М., С. 290—294.
- Монгайт А. Л. Гальштатское искусство. // В кн.: Искусство стран и народов мира. Т. 1. М., 1962. С. 416—417.
- Монгайт А. Л. Германцы. // В кн.: Искусство стран и народов мира. Т. 1. М., 1962. С. 541—544.
- Монгайт А. Л. О границах Тмутараканского княжества в XI в. — Проблемы общественно-политической истории России и славянских стран. М., 1963. С. 54—61.
- Монгайт А. Л. Возникновение и первые шаги советской археологии. // История СССР. 1963. № 4. С. 75—94.
- Монгайт А. Л. К 60-летию А. В. Арциховского. // Вопросы истории. 1963. № 1. С. 103 105.
- Монгайт А. Л. Рец.: А. А. Формозов. Очерки по истории русской археологии. М., 1961. 128 с. // Вопросы истории. 1963. № 4. 130—132.
- Монгайт А. Л. Археологические культуры и этнические общности. // Тезисы докладов Первого симпозиума по археологии и этнографии Юго-Запада СССР. Кишинев, 1964. С. 26—28.
- Монгайт А. Л. Некоторые возможности картографирования археологических культур. // Проблемы лингво- и этногеографии и ареальной диалектологии. Тезисы докладов. М., 1964. С. 3—5.
- Монгайт А. Л. Методологический и технологический прогресс исследований по археологии В XX в. // Тезисы докладов советской делегации на I международном конгрессе славянской археологии. М., с. 79—83.
- Монгайт А. Л. Иберы. // В кн.: Искусство стран и народов мира. Т. 2. М., 1965. С. 8—10.
- Монгайт А. Л. Иллирийцы. // В кн.: Искусство стран и народов мира. Т. 2. М., 1965. С. 19.
- Монгайт А. Л. Кельты (древние). // В кн.: Искусство стран и народов мира. Т. 2. М., 1965. С. 389—392.
- Монгайт А. Л. От редактора. // В кн.: Культура древней Руси. М., 1966. С. 5—6.
- Монгайт А. Л. Фрески Спас-Евфросиниевского монастыря в Полоцке. // В кн.: Культура древней Руси. М., 1966. С. 137—140.
- Монгайт А. Л. Археологические культуры и этнические общности. // Народы Азии и Африки. 1967. № 1. С. 53-69.
- Монгайт А. Л., Даркевич В. П. Старорязанский клад 1966 года. // Советская археология. 1967. № 2. С. 211—223.
- Монгайт А. Л. Исследования городища Старая Рязань. // Археологические открытия. 1967. С. 59—61 [совместно с колл, авторов].
- Монгайт А. Л. Рязанская экспедиция. // Археологические открытия 1967 г. М., 1968. С. 75—77.
- Монгайт А. Л. Послесловие. // Косидовский 3. Когда солнце было богом. М., 1968. С. 331—332.
- Монгайт А. Л., Даркевич В. П. Рязанская экспедиция. // Археологические открытия 1969 г., 1970. С. 70—72.
- Монгайт А. Л. Об истории первобытного общества. // Преподавание истории в школе. 1970. № 5. С. 40—46.
- Монгайт А. Л. Раскопки на городище Старая Рязань. // Археологические открытия 1970 г., 1971. С. 81—85 [совместно с колл. авторов].
- Монгайт А. Л., Чернышёв М. Б. Спасский собор в Старой Рязани. — Новое в археологии. М., с. 210—216.
- Монгайт А. Л. Методологический и технологический прогресс исследований по археологии в XX в.— Труды I международного конгресса славянской археологии, VII. Варшава, с. 120—123.
- Монгайт А. Л., Даркевич В. П. Старорязанские клады 1967 г. // Советская археология. 1972. № 2. С. 206—212.
- Монгайт А. Л. К 70-летию А. В. Арциховского. // История СССР. 1973. № 1. С. 225—226.
- Монгайт А. Л. Переписка Н. И. Конрада и А. Тойнби. // Проблемы истории и теории мировой культуры. Сборник статей памяти академика Н. И. Конрада. М., 1974. С. 143—160.
- Монгайт А. Л., Раппопорт П. А., Чернышёв М. Б. Церковь Нового Ольгова городка. // Культура средневековой Руси. Л., 1974. С. 163—168
- Монгайт А. Л. Работа Рязанской археологической экспедиции в 1966—1970 гг. // Археология: Рязанской земли. М., 1975. С. 5—18.

іншими мовами
- Krytuka ksizki P. N. Tretiakowa «Plemiona wschodnioslowianskie». // Swiatowit. 1949. № 20. c. 391—401
- Archaologische Forschungen in Staraja Rjasan im Jahre 1948 [Археологические исследования Старой Рязани в 1948 г.]. // Sowjetwissenschaft, gesellschaftswissenschaftliche Abteilung. Berlin, 1950. № 1. С. 51—65.
- Успехите на съветската археология. — Исторически преглед. София, VIII. 1952. № 4-5. С. 544—547.
- Kriza burzoaznej archeologie [Кризис буржуазной археологии]. // О meto- dike terenneho Vysumu sovietskij archeologie. Bratislava, 1954, c. 130—144.
- Powstanie і rozwoj radzieckiej archeologii [Возникновение и развитие советской архео¬логии].— Dawna kultura. Wroclaw. 1956. 1 (9), с. 22—28.
- Wykopaliska w starym Riazaniu [Раскопки Старой Рязани]. — В кн.: Sladami daw- nych kultur. Dawna Rus. Warszawa, c. 387—430.
- Unsaubere Mittel [Buchbespr. M. A. Miller. Archaologie in der UdSSR New York, 1956]. // Neue Zeit. 1957., 17, 5, c. 29—30.
- Рец.: Weltgeschichte, Bd I. Moskou, 1955. — Sowjetwissenschaft, gesellschaftswissenschaftliche Beitrage. Berlin, 1, c. 99—111 [совместно с H. Боголюбовым и А. Тюменевым] .
- N'en khao с'б hpc cua giai cap tu’ sin lam vao bu'oc duong cuiig [Кризис буржуазной археологии]. — Nghien cu'u ljchsu’. Ha-noi. 1960. № 19. С. 21—34.
- Предисловие. // В кн.: Civilta scomparse. L'archeologia nell'URSS. Roma, 1964. С. 13—23.
- Archeologie in de Sowjet-Unie. // В кн.: Historische Schatten uit de Sovjet-Unie. Haag, 1966. С. 13—16.
- Archaologie in der Sowjetunion. // В кн.: Historische Schatze aus der Sowietunion. Ziirich, 1967. С. 13—15.
- Archaeological Cultures and Ethnic Units. // Soviet Anthropology and Archaeology. N. Y" VII, 1968. № 1. C. 3—25.
- Archaeological Cultures and Ethnic Communities (The Problem of Methodology in Historico-Archaeological Research) [Археологические культуры и этнические общности]. // Asia in Soviet Studies. Moscow, 1969. С. 280—310.

## Публіцистика
- Монгайт А. Л. Исследования древнейшего памятника русской архитектуры. // «Советское искусство», 22.11.1946
- Монгайт А. Л. Сессия Академии наук СССР. // «Правда», 22.11.1946
- Монгайт А. Л. Археологические раскопки в Новгороде Великом. // Наука и жизнь. № 6. С. 33—35.
- Монгайт А. Л. Раскопки Старой Рязани. // Огонёк. 1950. № 49. С. 28.
- Монгайт А. Л. Подвиг советского ученого [О книге Т. С. Пассек «Периодизация трипольских поселений» (М.—Л., 1949)]. // «Литературная газета», 01.04.1950
- Монгайт А. Л. Рец.: Т. С. Пассек. Периодизация трипольских поселений (III—II тысячелетия до н. э.). М.—Л., 1949, 248 с. (МИА, 10). // Советская книга. 1950. № 2. С. 68—72.
- Монгайт А. Л. Древнерусская техника обработки металлов. // Наука и жизнь. 1951. № 6. С. 37—38.
- Монгайт А. Л. Охранять памятники культуры. // «Литературная газета», 30.06.1951.
- Монгайт А. Л. Археология и «теории» Марра. // «Литературная газета», 24.04.1951. [совместно с С. В. Киселевым]. ‘
- Монгайт А. Л. Научная сессия по вопросам истории Прибалтики. // «Советская молодёжь». Рига, 23.11.1951. (То же. — «Советская Латвия», 22.11.1951)
- Монгайт А. Л. Старая Рязань. Пять лет на раскопках древнего русского города. // «Комсомольская правда», 24.03.1951
- Монгайт А. Л. Старая Рязань. // «Пионерская правда», 13.11.1951
- Монгайт А. Л. Рец.: Практика реставрационных работ, сб. 1, 1950, 208 с. // Советская книга. 1951. № 12. С. 108—110.
- Монгайт А. Л. Рец.: М. Н. Тихомиров. Средневековая Москва в XIV—XV веках. М., 1957, 320 с. // Новый мир. 1958. № 6. С. 269—271.
- Монгайт А. Л., Колчин Б. А. Изотопы — археологи. // Наука и жизнь. 1960. № 8. С. 22—26.
- Монгайт А. Л. Романтика науки на экране. // Наука и жизнь. № 3. С. 105—107.
- Монгайт А. Л. Современное оружие искателя древностей. // Неделя. № 8. 18—24.02.1962. С. 18.
- Монгайт А. Л. Археология и современность. // Наука и жизнь. 1963. № 11. С. 86—90.
- Монгайт А. Л. Некоторые открытия советских археологов (Пер. на: англ. яз. Some Discoveries of Soviet Archaeologists. — «Moscow News», January 12, 1963. № 2 (629). — фр. яз. Du Fond de Siecles. Quelques decouvertes d'archeolo- gues sovietiques. — «Les Nouvelles de Moscou», 12 jarivier, 1963. № 2. — исп. яз. Algunos Hal- lazgos de los Arqueologos Sovieticos. — «Novedades de Moscu», Enero, № 2.)
- Монгайт А. Л. Археология и современность. // Наука и жизнь. 1964. № 1. С. 48—53; № 3. С. 46—51; № 4. С. 84—90.
- Receeding Sevan reveals ancient city [Отступающий Севан освобождает древний город]. // «Moscow News», July 11 1964
- Монгайт А. Л. XII век. Путешествие в Россию. // Наука и жизнь. № 1. С. 34—38.
- Archaeology. Social Sciences in the USSR. Paris. // The Hague, 1965. С. 17—22.
- Монгайт А. Л. Комментарии к статье: P. Блох. Этруски. // Наука и жизнь. № 4. С. 83—91.
- Монгайт А. Л. Новые методы в археологии. Рец. на сб.: Археология и естественные науки. М., М., 1965, 346 с. // Новый мир. № 10. С. 265—268.
- Монгайт А. Л. Музей Родины. // «Советская культура», 23 сентября 1965
- Монгайт А. Л. Слово науке. // «Советская культура», 14 декабря 1965
- Монгайт А. Л. Тайна камней Баальбека. // «Труд», 19 декабря 1966
- Монгайт А. Л. Откуда мы знаем, когда это было. Археологическая хронология. // Наука и жизнь. 1966. № 6. С. 137—143.
- Монгайт А. Л. Сокровища княжеского дворца. // Наука и жизнь. 1066. № 11. С. 96.
- Монгайт А. Л. Жемчужина русской истории. // «Приокская правда», 7 сентября 1966
- Монгайт А. Л. Сокровища Старой Рязани. // «Неделя», 4—10 сентября 1966. С. 10.
- Монгайт А. Л. История и прогресс. Рец. на кн.: Н. И. Конрад. Запад и Восток. Статьи. М., 1966. // Новый мир. 1966. № 10. С. 271—275.
- Монгайт А. Л. Надпись на камне. // Наука и жизнь. 1967. № 5. С. 62—68; № 7. С. 68—72; № 8. С. 62—67.
- Монгайт А. Л. Книга о древнерусской живописи. Рец. на кн.-. Чайковская О. Против неба — на земле. М., 1966. // Новый мир. № 7. С. 241—243.
- Монгайт А. Л. Диалог историков. // Спутник. 1968. № 6. С. 81—90. (Dialogue between Historians. — Sputnik. London, august, c. 72—79.)
- Монгайт А. Л. Из истории археологических мистифакиций. // Наука и жизнь. 1968. № 6. С. 42—49.
- Монгайт А. Л. Клады Старой Рязани. // Наука и жизнь. 1970. № 11. С. 156—160.
- Монгайт А. Л. О науке истории. // Наука и жизнь. 1973. № 7. С. 85—93.
- Монгайт А. Л. Страна в миниатюре. // Наука и жизнь. 1973. № 5. С. 97—101.